# Frea albovittata
Frea albovittata är en skalbaggsart som beskrevs av Stefan von Breuning 1935. Frea albovittata ingår i släktet Frea och familjen långhorningar.
Artens utbredningsområde är Gabon. Inga underarter finns listade i Catalogue of Life.